# Demografie Kanadas

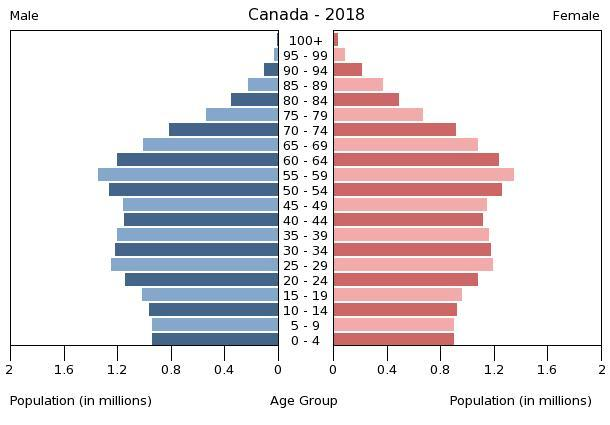
Bevölkerungspyramide von Kanada (2018)

In Kanada lebten im Jahr 2021 knapp 37 Millionen Einwohner, womit das Land zu den 50 größten Ländern der Welt nach Einwohnerzahl gehört. Gleichzeitig besitzt es die zweitgrößte Landfläche, womit die Bevölkerungsdichte zu den geringsten der Welt gehört. Ein großer Teil der Einwohner konzentriert sich auf die großen Städte Kanadas und weite Teile des Landes sind nahezu unbesiedelt. Kanada stellt eine ethnisch und religiös vielfältige und mehrsprachige Gesellschaft dar. Seit dem Ende des Zweiten Weltkrieges gilt das Konzept des Multikulturalismus als prägend für die Identität des Landes, in dem kanadische Ureinwohner, englisch- und französischsprachige Nachfahren europäischer Siedler und Einwanderer aus aller Welt zusammenleben. Der Einwandereranteil von Kanada gehört zu den höchsten der Welt und eine soziologische Studie aus dem Jahr 2014 kam zu dem Ergebnis, dass „Australien und Kanada unter den westlichen Nationen am empfänglichsten für Einwanderung waren“. Gleichzeitig wird die hohe Anzahl an Einwanderern auch politisch kontrovers diskutiert, da sie eine rasche Änderung der ethnischen und kulturellen Zusammensetzung bewirkt. Die Regierung Kanadas betreibt eine aktive Einwanderungspolitik und fördert die Migration von Fachkräften nach Kanada. In Zukunft könnten zudem durch die globale Erwärmung große Flächen von Kanada besser für Menschen bewohnbar werden. Bis zum Ende des 21. Jahrhunderts soll die Einwohnerzahl Kanadas laut Plänen aus regierungsnahen Kreisen auf 100 Millionen ansteigen.
Kanada befindet sich trotz des vergleichbar hohen Bevölkerungswachstums in der fortgeschrittenen Phase des demografischen Übergangs. Die Fertilitätsrate pro Frau liegt seit den 1970er Jahren unterhalb des zur Bestandserhaltung notwendigen Niveaus und die Bevölkerung altert deshalb zunehmend. Die Lebenserwartung in Kanada gehört gleichzeitig zu den höchsten weltweit. Kanada zählt laut dem Index der menschlichen Entwicklung zu den am höchsten entwickelten Ländern der Welt und Kanada erreicht hervorragende Platzierungen bei verschiedenen Bildungs- und Gesundheitsindikatoren. Dennoch gibt es auch in Kanada soziale Probleme. Zu diesen gehören hohe Ungleichheit, Armut und Wohnungsmangel bzw. sehr hohe Immobilienpreise. Besonders unter sozialen Problemen zu leiden haben in Kanada die lange Zeit vom Staat diskriminierten kanadischen Ureinwohner. So haben diese z. B. eine geringere Lebenserwartung und eine erhöhte Suizidrate.
Eine Volkszählung wird in Kanada alle fünf Jahre durchgeführt. Für die Erhebung der jährlichen Bevölkerungsschätzungen und zur Ermittlung von Daten zu Ethnien, Sprachen, Religionen und Abstammung ist die nationale Statistikbehörde Statistics Canada zuständig.

## Historische Bevölkerungsentwicklung

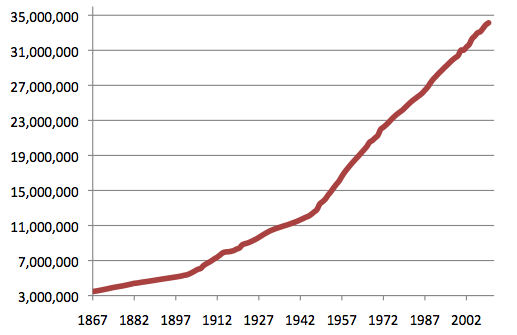
Bevölkerung Kanadas

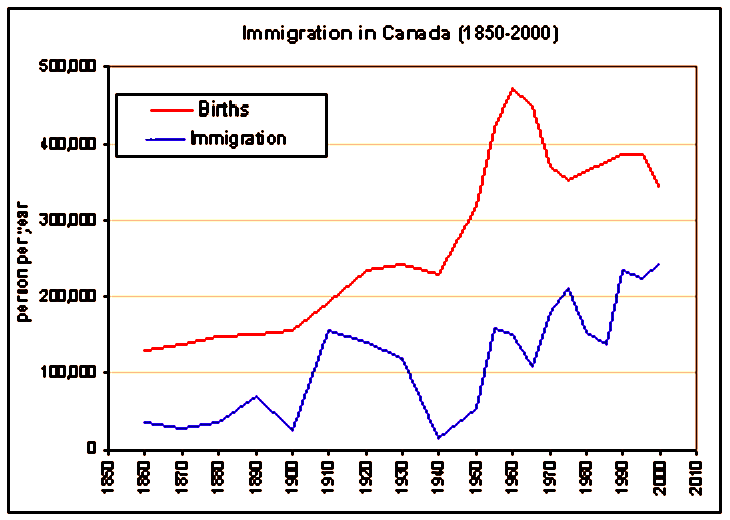
Anzahl der Geburten und Immigranten in Kanada (1850–2000)

Die Besiedlung Kanadas durch Menschen begann vor knapp 12.000 Jahren von Sibirien und Alaska aus. Die Inuit kamen vor knapp 5000 Jahren in Kanada an. Über die geschätzte Größe der indigenen Bevölkerung im heutigen Kanada vor der Kolonisierung und über die Auswirkungen des europäischen Kontakts gibt es unterschiedliche Angaben: Im späten 15. Jahrhundert wurde die Zahl der Ureinwohner auf 200.000 bis zwei Millionen geschätzt, die Royal Commission on Aboriginal Health in Kanada geht von einer Bevölkerung von 500.000 aus. Mit Beginn der europäischen Kolonisierung Amerikas sank ihre Bevölkerung deutlich durch eingeschleppte Krankheiten wie Masern und Pocken und betrug Mitte des 19. Jahrhunderts nur noch ca. 100.000. Die europäische Bevölkerung wuchs in den Gebieten unter französischer Herrschaft anfangs relativ langsam, blieb also relativ gering, da das Wachstum größtenteils durch natürliches Wachstum und nicht durch Einwanderung erreicht wurde. Die Volkszählung von Neufrankreich im Jahr 1666 war die erste in Nordamerika durchgeführte Volkszählung, die von Jean Talon, dem ersten Intendanten von Neufrankreich, zwischen 1665 und 1666 durchgeführt wurde. Laut Talons Volkszählung lebten in Neufrankreich 3.215 Menschen, darunter 538 einzelne Familien. Bis zur Zeit der britischen Eroberung von Neufrankreich 1760 stieg die Einwohnerzahl auf knapp 60.000 an.
Im späten 18. und frühen 19. Jahrhundert erlebte Kanada unter britischer Herrschaft ein starkes Bevölkerungswachstum. Im Zuge der Invasion Kanadas durch die neu gegründete Kontinentalarmee während des Amerikanischen Unabhängigkeitskriegs im Jahr 1775 flohen etwa 60.000 der 80.000 den Briten loyale Amerikaner, die später als United Empire Loyalists bezeichnet wurden, nach Britisch-Nordamerika, von denen ein großer Teil nach Nova Scotia und New Brunswick auswanderte. Infolge der so genannten Großen Einwanderungswelle erreichte die Bevölkerung Niederkanadas bis 1831 etwa 553.000 und die Oberkanadas etwa 237.000 Personen. Die Große Hungersnot in Irland in den 1840er Jahren beschleunigte die irische Einwanderung und mit dem Fraser-Canyon-Goldrausch ab den 1850er Jahren begannen Chinesen nach British Columbia einzuwandern. Bis 1861 wuchs die Bevölkerung der Provinz Kanada durch natürliches Wachstum und Einwanderung von den Britischen Inseln auf 3,1 Millionen Einwohner an. Die Bevölkerung Neufundlands erreichte 1861 etwa 125.000 Personen.
Seit der Gründung des Dominion of Canada im Jahr 1867 hat die Bevölkerung jedes Jahr zugenommen; allerdings wurde die Bevölkerung Neufundlands vor dessen Beitritt zur Konföderation als zehnte Provinz Kanadas im Jahr 1949 nicht berücksichtigt. Die erste Volkszählung des Landes fand 1871 statt und ergab eine Bevölkerungszahl von rund 3,7 Millionen Menschen. Die Volkszählung von 1911 war eine detaillierte Zählung der Bevölkerung, bei der 7,2 Millionen Personen gezählt wurden, was einen Anstieg von 34 % gegenüber der Volkszählung von 1901 mit 5,4 Millionen Personen bedeutete. In der Zeit des kanadischen Babybooms, zwischen 1947 und 1966, wurden jährlich mehr als 400.000 Babys geboren. Nach dem auch in Kanada erfolgten Pillenknick ab den 1970er Jahren wuchs die Bevölkerung vorwiegend durch Einwanderung, wobei das Einwanderungsrecht liberalisiert und der Multikulturalismus als neue Leitkultur propagiert wurde. Bei der Volkszählung von 1996 wurde eine Gesamtbevölkerung von 28,8 Millionen Menschen gezählt. Im Jahr 2020 wird die Bevölkerungszahl bereits auf 38 Millionen geschätzt. Das meiste Wachstum in der Bevölkerungszahl fand in der Nachkriegszeit in den großen Städten des Landes statt.

## Statistik

### Geburten und Todesfälle seit 1900
Jährliche Entwicklung der Geburten und Todesfälle
| [ 14 ] [ 15 ] | Bevölkerung (Durchschnitt) | Geburten | Todesfälle | Natürliche Änderung | Geburtenrate (je 1 000 Einw.) | Sterberate (je 1 000 Einw.) | Änderung (je 1 000 Einw.) | Fertilität pro Frau |
| ------------- | -------------------------- | -------- | ---------- | ------------------- | ----------------------------- | --------------------------- | ------------------------- | ------------------- |
| 1900          | 5.500.000                  | 150.000  | 89.000     | 61.000              | 27,2                          | 16,2                        | 11,0                      |                     |
| 1901          | 5.600.000                  | 175.000  | 79.000     | 96.000              | 31,2                          | 14,1                        | 17,1                      |                     |
| 1902          | 5.760.000                  | 180.000  | 77.000     | 103.000             | 31,3                          | 13,4                        | 17,9                      | 4,8                 |
| 1903          | 5.930.000                  | 186.000  | 78.000     | 108.000             | 31,3                          | 13,2                        | 18,1                      |                     |
| 1904          | 6.100.000                  | 192.000  | 82.000     | 110.000             | 31,4                          | 13,5                        | 17,9                      |                     |
| 1905          | 6.280.000                  | 195.000  | 82.000     | 113.000             | 31,0                          | 13,0                        | 18,0                      |                     |
| 1906          | 6.460.000                  | 193.000  | 85.000     | 108.000             | 29,9                          | 13,2                        | 16,7                      |                     |
| 1907          | 6.650.000                  | 196.000  | 85.000     | 111.000             | 29,5                          | 12,8                        | 16,7                      | 4,74                |
| 1908          | 6.850.000                  | 208.000  | 86.000     | 122.000             | 30,3                          | 12,6                        | 17,7                      |                     |
| 1909          | 7.040.000                  | 213.000  | 90.000     | 123.000             | 30,2                          | 12,8                        | 17,4                      |                     |
| 1910          | 7.250.000                  | 220.000  | 95.000     | 125.000             | 30,4                          | 13,1                        | 17,3                      |                     |
| 1911          | 7.460.000                  | 225.000  | 100.000    | 125.000             | 30,1                          | 13,4                        | 16,7                      | 4,7                 |
| 1912          | 7.610.000                  | 238.000  | 99.000     | 139.000             | 31,3                          | 13,0                        | 19,3                      | 4,62                |
| 1913          | 7.760.000                  | 246.000  | 102.000    | 144.000             | 31,7                          | 13,1                        | 19,6                      |                     |
| 1914          | 7.910.000                  | 252.000  | 100.000    | 152.000             | 31,9                          | 12,6                        | 19,3                      |                     |
| 1915          | 8.060.000                  | 257.000  | 101.000    | 156.000             | 31,9                          | 12,5                        | 19,4                      |                     |
| 1916          | 8.220.000                  | 252.000  | 107.000    | 145.000             | 30,7                          | 13,0                        | 17,7                      |                     |
| 1917          | 8.380.000                  | 244.000  | 106.000    | 138.000             | 29,1                          | 12,7                        | 16,4                      | 4,26                |
| 1918          | 8.450.000                  | 243.000  | 134.000    | 109.000             | 28,8                          | 15,9                        | 12,9                      |                     |
| 1919          | 8.710.000                  | 241.000  | 119.000    | 122.000             | 27,7                          | 13,7                        | 14,0                      |                     |
| 1920          | 8.880.000                  | 259.000  | 118.000    | 141.000             | 29,2                          | 13,3                        | 15,9                      |                     |
| 1921          | 9.060.000                  | 265.000  | 105.000    | 160.000             | 29,3                          | 11,6                        | 17,7                      | 3,98                |
| 1922          | 9.230.000                  | 261.000  | 107.000    | 154.000             | 28,3                          | 11,6                        | 16,7                      | 3,86                |
| 1923          | 9.400.000                  | 251.000  | 111.000    | 140.000             | 26,7                          | 11,8                        | 14,9                      |                     |
| 1924          | 9.560.000                  | 255.000  | 104.000    | 151.000             | 26,7                          | 10,9                        | 15,8                      |                     |
| 1925          | 9.730.000                  | 254.000  | 104.000    | 150.000             | 26,1                          | 10,7                        | 15,4                      |                     |
| 1926          | 9.890.000                  | 244.000  | 113.000    | 131.000             | 24,7                          | 11,4                        | 13,3                      |                     |
| 1927          | 10.040.000                 | 244.000  | 110.000    | 134.000             | 24,3                          | 11,0                        | 13,3                      | 3,32                |
| 1928          | 10.190.000                 | 246.000  | 114.000    | 132.000             | 24,1                          | 11,2                        | 12,9                      |                     |
| 1929          | 10.350.000                 | 243.000  | 118.000    | 125.000             | 23,5                          | 11,4                        | 12,1                      | 3,22                |
| 1930          | 10.498.000                 | 251.000  | 113.000    | 138.000             | 23,9                          | 10,8                        | 13,1                      | 3,28                |
| 1931          | 10.630.000                 | 247.000  | 108.000    | 139.000             | 23,2                          | 10,2                        | 13,0                      | 3,2                 |
| 1932          | 10.794.000                 | 243.000  | 108.000    | 135.000             | 22,5                          | 10,0                        | 12,5                      | 3,08                |
| 1933          | 10.919.000                 | 229.000  | 106.000    | 123.000             | 21,0                          | 9,7                         | 11,3                      | 2,86                |
| 1934          | 11.029.000                 | 228.296  | 105.277    | 123.019             | 20,7                          | 9,5                         | 11,2                      | 2,8                 |
| 1935          | 11.135.000                 | 228.396  | 109.724    | 118.672             | 20,5                          | 9,9                         | 10,6                      | 2,76                |
| 1936          | 11.242.000                 | 227.980  | 111.111    | 116.869             | 20,3                          | 9,9                         | 10,4                      | 2,70                |
| 1937          | 11.339.000                 | 227.878  | 118.019    | 109.859             | 20,1                          | 10,4                        | 9,7                       | 2,65                |
| 1938          | 11.448.000                 | 237.091  | 110.647    | 126.444             | 20,7                          | 9,7                         | 11,0                      | 2,70                |
| 1939          | 11.565.000                 | 237.991  | 112.729    | 125.262             | 20,6                          | 9,7                         | 10,9                      | 2,65                |
| 1940          | 11.682.000                 | 252.577  | 114.717    | 137.860             | 21,6                          | 9,8                         | 11,8                      | 2,77                |
| 1941          | 11.810.000                 | 263.993  | 118.797    | 145.196             | 22,4                          | 10,1                        | 12,3                      | 2,83                |
| 1942          | 11.962.000                 | 281.569  | 117.110    | 164.459             | 23,5                          | 9,8                         | 13,7                      | 2,96                |
| 1943          | 12.125.000                 | 292.943  | 122.640    | 170.303             | 24,2                          | 10,1                        | 14,1                      | 3,04                |
| 1944          | 12.291.000                 | 283.967  | 120.393    | 163.574             | 24,0                          | 9,8                         | 14,2                      | 3,01                |
| 1945          | 12.441.000                 | 300.570  | 117.319    | 183.251             | 24,3                          | 9,5                         | 14,8                      | 3,02                |
| 1946          | 12.637.000                 | 343.504  | 118.785    | 224.719             | 27,2                          | 9,4                         | 17,8                      | 3,37                |
| 1947          | 12.919.000                 | 372.443  | 121.478    | 250.965             | 28,9                          | 9,4                         | 19,5                      | 3,60                |
| 1948          | 13.167.000                 | 359.860  | 122.974    | 236.886             | 27,3                          | 9,3                         | 18,0                      | 3,44                |
| 1949          | 13.475.000                 | 367.092  | 124.567    | 242.525             | 27,2                          | 9,2                         | 18,0                      | 3,46                |
| 1950          | 13.737.000                 | 372.009  | 124.220    | 247.789             | 27,1                          | 9,0                         | 18,0                      | 3,46                |
| 1951          | 14.050.000                 | 381.092  | 125.823    | 255.269             | 27,1                          | 9,0                         | 18,2                      | 3,50                |
| 1952          | 14.496.000                 | 403.559  | 126.385    | 277.174             | 27,8                          | 8,7                         | 19,1                      | 3,64                |
| 1953          | 14.886.000                 | 417.884  | 127.791    | 290.093             | 28,1                          | 8,6                         | 19,5                      | 3,72                |
| 1954          | 15.330.000                 | 436.198  | 124.855    | 311.343             | 28,5                          | 8,1                         | 20,3                      | 3,83                |
| 1955          | 15.736.000                 | 442.937  | 128.476    | 314.461             | 28,1                          | 8,2                         | 20,0                      | 3,83                |
| 1956          | 16.123.000                 | 450.739  | 131.961    | 318.778             | 28,0                          | 8,2                         | 19,8                      | 3,86                |
| 1957          | 16.677.000                 | 469.093  | 136.579    | 332.514             | 28,1                          | 8,2                         | 19,9                      | 3,93                |
| 1958          | 17.120.000                 | 470.118  | 135.201    | 334.917             | 27,5                          | 7,9                         | 19,6                      | 3,88                |
| 1959          | 17.522.000                 | 479.275  | 139.913    | 339.362             | 27,4                          | 8,0                         | 19,4                      | 3,94                |
| 1960          | 17.909.000                 | 478.551  | 139.693    | 338.858             | 26,7                          | 7,8                         | 18,9                      | 3,895               |
| 1961          | 18.271.000                 | 475.700  | 140.985    | 334.715             | 26,0                          | 7,7                         | 18,3                      | 3,840               |
| 1962          | 18.614.000                 | 469.693  | 143.699    | 325.994             | 25,2                          | 7,7                         | 17,5                      | 3,767               |
| 1963          | 18.964.000                 | 465.767  | 147.367    | 318.400             | 24,6                          | 7,8                         | 16,8                      | 3,694               |
| 1964          | 19.325.000                 | 452.915  | 145.850    | 307.065             | 23,4                          | 7,5                         | 15,9                      | 3,449               |
| 1965          | 19.678.000                 | 418.595  | 148.939    | 269.656             | 21,3                          | 7,6                         | 13,7                      | 3,192               |
| 1966          | 20.048.000                 | 387.710  | 149.863    | 237.847             | 19,3                          | 7,5                         | 11,9                      | 2,749               |
| 1967          | 20.412.000                 | 370.894  | 150.283    | 220.611             | 18,2                          | 7,4                         | 10,8                      | 2,528               |
| 1968          | 20.744.000                 | 364.310  | 153.196    | 211.114             | 17,6                          | 7,4                         | 10,2                      | 2,386               |
| 1969          | 21.028.000                 | 369.647  | 154.477    | 215.170             | 17,6                          | 7,3                         | 10,2                      | 2,334               |
| 1970          | 21.324.000                 | 371.988  | 155.961    | 216.027             | 17,4                          | 7,3                         | 10,1                      | 2,258               |
| 1971          | 21.962.000                 | 362.187  | 157.272    | 204.915             | 16,7                          | 7,3                         | 9,5                       | 2,141               |
| 1972          | 22.218.000                 | 347.319  | 162.413    | 184.906             | 15,8                          | 7,4                         | 8,4                       | 1,98                |
| 1973          | 22.492.000                 | 343.373  | 164.039    | 179.334             | 15,4                          | 7,4                         | 8,1                       | 1,89                |
| 1974          | 22.808.000                 | 350.650  | 166.794    | 178.851             | 15,3                          | 7,4                         | 7,9                       | 1,837               |
| 1975          | 23.143.000                 | 359.323  | 167.176    | 191.919             | 15,6                          | 7,3                         | 8,3                       | 1,824               |
| 1976          | 23.450.000                 | 359.987  | 167.009    | 192.978             | 15,4                          | 7,2                         | 8,3                       | 1,796               |
| 1977          | 23.726.000                 | 361.400  | 167.498    | 193.902             | 15,3                          | 7,1                         | 8,2                       | 1,782               |
| 1978          | 23.963.000                 | 358.852  | 168.179    | 190.673             | 15,0                          | 7,0                         | 8,0                       | 1,768               |
| 1979          | 24.202.000                 | 366.064  | 168.183    | 197.881             | 15,1                          | 6,9                         | 8,2                       | 1,754               |
| 1980          | 24.516.000                 | 370.709  | 171.473    | 199.236             | 15,1                          | 7,0                         | 8,1                       | 1,74                |
| 1981          | 24.820.000                 | 371.346  | 171.029    | 200.317             | 14,9                          | 6,8                         | 8,0                       | 1,7                 |
| 1982          | 25.117.000                 | 373.082  | 174.413    | 198.669             | 14,8                          | 6,9                         | 7,9                       | 1,69                |
| 1983          | 25.367.000                 | 373.689  | 174.484    | 199.205             | 14,6                          | 6,8                         | 7,8                       | 1,68                |
| 1984          | 25.608.000                 | 377.031  | 175.727    | 201.304             | 14,6                          | 6,8                         | 7,8                       | 1,65                |
| 1985          | 25.843.000                 | 375.727  | 181.323    | 194.404             | 14,4                          | 7,0                         | 7,5                       | 1,67                |
| 1986          | 26.101.000                 | 372.913  | 184.224    | 188.689             | 14,3                          | 7,1                         | 7,2                       | 1,675               |
| 1987          | 26.449.000                 | 369.742  | 184.953    | 184.789             | 14,0                          | 7,0                         | 7,0                       | 1,68                |
| 1988          | 26.795.000                 | 376.795  | 190.011    | 186.784             | 14,1                          | 7,1                         | 7,0                       | 1,68                |
| 1989          | 27.282.000                 | 392.661  | 190.965    | 201.696             | 14,4                          | 7,0                         | 7,4                       | 1,77                |
| 1990          | 27.698.000                 | 405.486  | 191.973    | 213.513             | 14,6                          | 6,9                         | 7,7                       | 1,83                |
| 1991          | 28.031.000                 | 402.533  | 195.569    | 206.964             | 14,4                          | 7,0                         | 7,4                       | 1,7                 |
| 1992          | 28.367.000                 | 398.643  | 196.535    | 202.108             | 14,1                          | 6,9                         | 7,1                       | 1,71                |
| 1993          | 28.682.000                 | 388.394  | 204.912    | 183.482             | 13,5                          | 7,1                         | 6,4                       | 1,7                 |
| 1994          | 28.999.000                 | 385.114  | 207.077    | 178.037             | 13,3                          | 7,1                         | 6,1                       | 1,67                |
| 1995          | 29.302.000                 | 378.016  | 210.733    | 167.283             | 12,9                          | 7,2                         | 5,7                       | 1,639               |
| 1996          | 29.611.000                 | 366.200  | 212.880    | 153.320             | 12,4                          | 7,2                         | 5,2                       | 1,592               |
| 1997          | 29.907.000                 | 348.598  | 215.669    | 132.929             | 11,7                          | 7,2                         | 4,4                       | 1,55                |
| 1998          | 30.157.000                 | 342.418  | 218.091    | 124.327             | 11,4                          | 7,2                         | 4,1                       | 1,53                |
| 1999          | 30.404.000                 | 337.249  | 219.530    | 117.719             | 11,1                          | 7,2                         | 3,9                       | 1,51                |
| 2000          | 30.689.000                 | 327.882  | 218.062    | 109.820             | 10,7                          | 7,1                         | 3,6                       | 1,49                |
| 2001          | 31.021.000                 | 333.744  | 219.538    | 114.206             | 10,8                          | 7,1                         | 3,7                       | 1,505               |
| 2002          | 31.373.000                 | 328.802  | 223.603    | 105.199             | 10,5                          | 7,1                         | 7,4                       | 1,52                |
| 2003          | 31.676.000                 | 335.202  | 226.169    | 109.033             | 10,6                          | 7,1                         | 3,4                       | 1,53                |
| 2004          | 31.941.000                 | 337.072  | 226.584    | 110.488             | 10,6                          | 7,1                         | 3,5                       | 1,53                |
| 2005          | 32.245.000                 | 342.176  | 230.132    | 112.044             | 10,6                          | 7,1                         | 3,5                       | 1,54                |
| 2006          | 32.576.000                 | 354.617  | 228.079    | 126.538             | 10,9                          | 7,0                         | 3,9                       | 1,586               |
| 2007          | 32.930.000                 | 367.864  | 235.217    | 132.647             | 11,2                          | 7,1                         | 4,0                       | 1,659               |
| 2008          | 33.318.000                 | 377.886  | 238.617    | 139.269             | 11,3                          | 7,2                         | 4,2                       | 1,681               |
| 2009          | 33.727.000                 | 380.863  | 242.277    | 138.586             | 11,3                          | 7,2                         | 4,1                       | 1,668               |
| 2010          | 34.127.000                 | 377.213  | 247.926    | 129.287             | 11,1                          | 7,3                         | 3,8                       | 1,627               |
| 2011          | 34.484.000                 | 377.636  | 254.731    | 122.905             | 11,0                          | 7,4                         | 3,6                       | 1,61                |
| 2012          | 34.880.000                 | 381.869  | 256.965    | 124.904             | 10,9                          | 7,4                         | 3,6                       | 1,614               |
| 2013          | 35.293.000                 | 380.323  | 252.338    | 127.985             | 10,8                          | 7,3                         | 3,5                       | 1,587               |
| 2014          | 35.667.000                 | 384.100  | 258.821    | 125.279             | 10,8                          | 7,3                         | 3,5                       | 1,582               |
| 2015          | 35.981.000                 | 382.392  | 264.333    | 118.059             | 10,6                          | 7,3                         | 3,3                       | 1,563               |
| 2016          | 36.503.000                 | 383.102  | 267.213    | 115.889             | 10,5                          | 7,3                         | 3,2                       | 1,543               |
| 2017          | 36.963.000                 | 376.308  | 276.649    | 99.659              | 10,2                          | 7,5                         | 2,7                       | 1,496               |
| 2018          | 37.242.000                 | 374.049  | 283.720    | 90.329              | 10,1                          | 7,6                         | 2,5                       | 1,499               |
| 2019          | 37.797.500                 | 372.038  | 290.404    | 81.634              | 9,9                           | 7,7                         | 2,2                       | 1,468               |
| 2020          | 38.048.738                 | 372.727  | 309.893    | 62.834              | 9,6                           | 8,0                         | 1,6                       |                     |

## Ethnische Gruppen

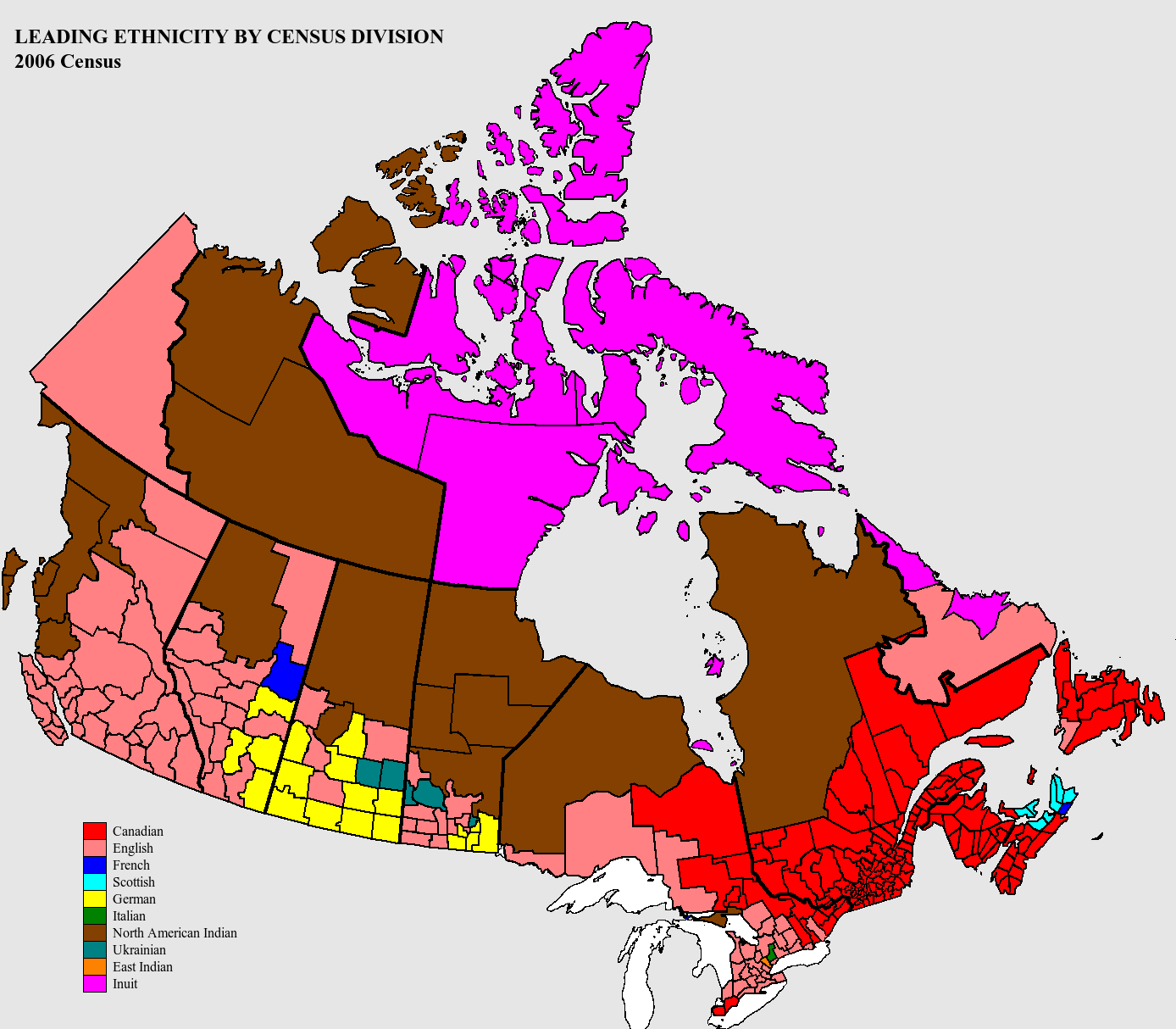
Häufigste ethnische Abstammung 2006
Kanadisch
Englisch
Französisch
Schottisch
Deutsch
Italienisch
First Nations (Indigen)
Ukrainisch
Indisch
Inuit

Die Statistikbehörde Kanadas unterscheidet bei ihrer Einteilung der Bevölkerung in europäischstämmige Kanadier, indigene und sichtbare Minderheiten (visible minority). Zu den europäischstämmigen Kanadiern zählen alle Personen, welche vollständig von europäischstämmigen Einwanderern abstammen. Diese können mit der Gruppe verglichen werden, die in den USA als Weiße gelten. Die indigene Bevölkerung teilt sich auf in die First Nations, die Métis und die Inuit. Als sichtbare Minderheiten gelten die Bevölkerungsteile, welche von Einwanderern aus nicht-westlichen Ländern abstammen. Diese sind damit eine sehr breit gefasste Gruppe. Die Bevölkerungsgruppen sind im Land unregelmäßig verteilt, so hat die indigene Bevölkerung ihren höchsten Anteil an der Gesamtbevölkerung im dünn besiedelten Norden des Landes und stellt in vielen Teilen von Nordkanada die Bevölkerungsmehrheit. Die sichtbaren Minderheiten leben vorwiegend in den Städten des Landes. So gehörten in Toronto über die Hälfte der Bevölkerung den sichtbaren Minderheiten an. Europäische Kanadier sind in allen Teilen des Landes vertreten, bilden allerdings inzwischen die Minderheit in vielen kanadischen Städten und vielen Nordgebieten. Durch ethnische Vermischung und Einwanderung aus Asien, Afrika und Lateinamerika ist der Anteil der ethnischen Minderheiten deutlich angestiegen, während der Anteil europäischstämmiger Kanadier anteilsmäßig zurückgeht. Lag ihr Anteil 1951 noch bei ca. 97 %, sank er bis 1996 auf 86 % und lag 2021 noch bei knapp 69 % mit weiter sinkender Tendenz. Dagegen steigt der Anteil der Bevölkerung, welche sich als indigen identifiziert, wieder an, nachdem die ursprüngliche Bevölkerung Kanadas von Europäern weitgehend verdrängt wurde. Dies liegt neben einer höheren Geburtenrate auch an zunehmender Identifikation mit dem indigenen Erbe. Innerhalb der Indigenen waren 2021 die First Nations (2,9 % der Bevölkerung) die größte Gruppe, gefolgt von den Métis (1,7 %) und den Inuit (0,2 %).
Bei allen Volkszählungen wird die Bevölkerung auch nach ihrer ethnischen Abstammung gefragt, wobei mehrere Abstammungen angegeben werden können. Bei der Volkszählung 2021 waren die häufigsten Abstammungen Kanadisch (15,6 %), Englisch (14,7 %), Irisch (12,1 %), Schottisch (12,1 %), Französisch (11,1 %), Deutsch (8,1 %), Chinesisch (4,7 %), Indigen (5,0 %), Indisch (3,7), Ukrainisch (3,5 %), Niederländisch (2,7 %), Polnisch (2,7 %) und Québécoise (2,7 %). Die Angabe Kanadisch bedeutet in den meisten Fällen eine Abstammung von den frühen europäischen Siedlern in Kanada und wird insbesondere in der Provinz Québec häufig angegeben. Englische Abstammung dominiert dagegen an der Ostküste und in großen Teilen von Ontario. Deutsche Abstammung ist am verbreitetsten in den zentralen Provinzen Saskatchewan, Alberta und Manitoba. Der Anteil chinesischstämmiger Kanadier ist am höchsten in British Columbia und dem Großraum Toronto. Indischstämmige Kanadier leben häufig in großen Städten.
| Gruppe                           | 1996       | 1996    | 2001       | 2001    | 2011       | 2011    | 2016       | 2016    | 2021       | 2021    |
| Gruppe                           | Total      | Prozent | Total      | Prozent | Total      | Prozent | Total      | Prozent | Total      | Prozent |
| Sichtbare Minderheiten           | 3.197.480  | 11,2 %  | 3.983.845  | 13,4 %  | 6.264.750  | 19,1 %  | 7.674.580  | 22,3 %  | 9.639.205  | 25,6 %  |
| -------------------------------- | ---------- | ------- | ---------- | ------- | ---------- | ------- | ---------- | ------- | ---------- | ------- |
| Südasiaten                       | 670.590    | 2,4 %   | 917.075    | 3,1 %   | 1.567.400  | 4,8 %   | 1.924.635  | 5,6 %   | 2.571.400  | 7,1 %   |
| Chinesen                         | 860.150    | 3,0 %   | 1.029.395  | 3,5 %   | 1.324.750  | 4,0 %   | 1.577.060  | 4,6 %   | 1.715.770  | 4,7 %   |
| Schwarze                         | 573.860    | 2,0 %   | 662.215    | 2,2 %   | 945.665    | 2,9 %   | 1.198.540  | 3,5 %   | 1.574.870  | 4,3 %   |
| Filipinos                        | 234.195    | 0,8 %   | 308.575    | 1,0 %   | 619.310    | 1,9 %   | 780.125    | 2,3 %   | 957.355    | 2,6 %   |
| Araber                           |            |         | 194.685    | 0,7 %   | 380.620    | 1,2 %   | 523.235    | 1,5 %   | 694.015    | 1,9 %   |
| Lateinamerikaner                 | 176.970    | 0,6 %   | 216.980    | 0,7 %   | 381.280    | 1,2 %   | 447.325    | 1,3 %   | 580.235    | 1,6 %   |
| Araber/Westasiaten               | 244.665    | 0,9 %   |            |         |            |         |            |         |            |         |
| Südostasiaten (außer Fillipinos) | 172.765    | 0,6 %   | 198.880    | 0,7 %   | 312.075    | 0,9 %   | 313.260    | 0,9 %   | 390.340    | 1,1 %   |
| Westasiaten                      |            |         | 109.285    | 0,4 %   | 206.840    | 0,6 %   | 264.305    | 0,8 %   | 360.495    | 1,0 %   |
| Koreaner                         | 64.835     | 0,2 %   | 100.660    | 0,3 %   | 161.130    | 0,5 %   | 188.710    | 0,5 %   | 218.140    | 0,6 %   |
| Japaner                          | 68.135     | 0,2 %   | 73.315     | 0,2 %   | 87.270     | 0,3 %   | 92.920     | 0,3 %   | 98.890     | 0,3 %   |
| Sonstige sichtbare Minderheiten  | 69.745     | 0,2 %   | 98.915     | 0,2 %   | 106.475    | 0,3 %   | 132.090    | 0,4 %   | 172.885    | 0,5 %   |
| Mehrere                          | 61.575     | 0,2 %   | 73.875     | 0,2 %   | 171.935    | 0,5 %   | 232.375    | 0,7 %   | 331.805    | 0,9 %   |
| Keine sichtbaren Minderheiten    | 25.330.645 | 88,8 %  | 25.655.185 | 86,6 %  | 26.587.575 | 80,9 %  | 26.785.480 | 77,7 %  | 27.171.390 | 73,5 %  |
| Indigene                         | 799.005    | 2,8 %   | 976.305    | 3,3 %   | 1.400.685  | 4,3 %   | 1.673.785  | 4,9 %   | 1.807.250  | 5,0 %   |
| Europäer                         | 24.531.640 | 86,0 %  | 24.678.880 | 83,3 %  | 25.186.890 | 76,7 %  | 25.111.695 | 72,9 %  | 25.364.140 | 68,9 %  |
| Gesamt                           | 28.528.125 | 100 %   | 29.639.030 | 100 %   | 32.852.320 | 100 %   | 34.460.065 | 100 %   | 36.328.480 | 100 %   |

## Migration

Veränderung der Bevölkerungszusammensetzung (1981–2021)

Die Geschichte von Kanada ist sehr stark von Einwanderung geprägt und das Land hat heute bedeutende Einwanderergemeinschaften aus allen Teilen der Welt. Im Jahr 2019 hat Kanada die achtgrößte Einwandererbevölkerung der Welt, und im Ausland geborene Menschen machen etwa ein Fünftel (21 % im Jahr 2019) der kanadischen Bevölkerung aus – was eine der höchsten Quoten in den westlichen Industrieländern ist. Jedes Jahr nimmt Kanada heute knapp ein Prozent seiner Bevölkerung an neuen Einwanderern auf. Nach der anfänglichen britischen und französischen Kolonisierung hat das heutige Kanada mehrere große Einwanderungswellen erlebt. Die erste bedeutende Einwanderungswelle nach Kanada, die nicht von den Ureinwohnern ausging, vollzog sich über fast zwei Jahrhunderte hinweg mit der langsamen, aber fortschreitenden Ansiedlung von Franzosen in Quebec und Akadien sowie einer kleineren Anzahl amerikanischer und europäischer Unternehmer und britischer Militärangehöriger. Diese Welle erreichte ihren Höhepunkt mit dem Zustrom von britischen Loyalisten, die vor der Amerikanischen Revolution flohen, hauptsächlich aus den mittelatlantischen Staaten. In der zweiten Einwanderungswelle, der so genannten Great Migration of Canada, kamen zwischen 1815 und 1850 mindestens 800.000 Menschen nach Kanada. 60 % von ihnen waren Briten (Engländer und Schotten), die übrigen waren überwiegend Iren. Ende des 19. Jahrhunderts begann die Einwanderung aus dem Rest Westeuropas, Südeuropa und aus Osteuropa anzusteigen. Die Einwanderung von außerhalb Nordamerikas und Europas wurde allerdings stark eingeschränkt oder ganz unterbunden.
Nach 1947, in der Zeit nach dem Zweiten Weltkrieg, erfuhren das kanadische Einwanderungsrecht und die Einwanderungspolitik erhebliche Veränderungen, insbesondere eine Öffnung für Migranten aus nicht-westlichen Gebieten. Die Einwanderung in Kanada seit den 1970er Jahren erfolgte überwiegend aus außereuropäischen Gebieten und zunehmend aus Asien. Es wurde ein Punktesystem eingeführt, um qualifizierte Migranten auszuwählen. Mit dem Multiculturalism Act von 1988 wurde ethnische und sprachliche Vielfalt zum Bestandteil der kanadischen Identität und zur offiziellen Regierungspolitik erhoben. Einwanderer werden von der Regierung durch Niederlassungsprogramme (settlement programs) unterstützt, welche die Integration in die Gesellschaft und den Zugang zum Arbeitsmarkt erleichtern sollen. Durch die liberale und gleichzeitig selektive Einwanderungspolitik sind ein großer Teil der Ärzte und Fachkräfte im Land Einwanderer. Neben der Wirtschaftsmigration kann Einwanderung auch für Familienzusammenführung und aus humanitären Gründen erfolgen. Im Jahr 2015 kündigte die neugewählte Regierung Kanadas an, die Einwanderung auf über 300.000 pro Jahr zu steigern und mehr Flüchtlinge aufzunehmen.
Von den Einwanderern in Kanada stammt heute die größte Gruppe aus Asien und nicht mehr aus Europa oder Nordamerika. Die größten Gruppen an Einwanderern stammten 2016 aus Indien, gefolgt von der Volksrepublik China, den Philippinen, dem Vereinigten Königreich und den Vereinigten Staaten.

## Bevölkerungsverteilung

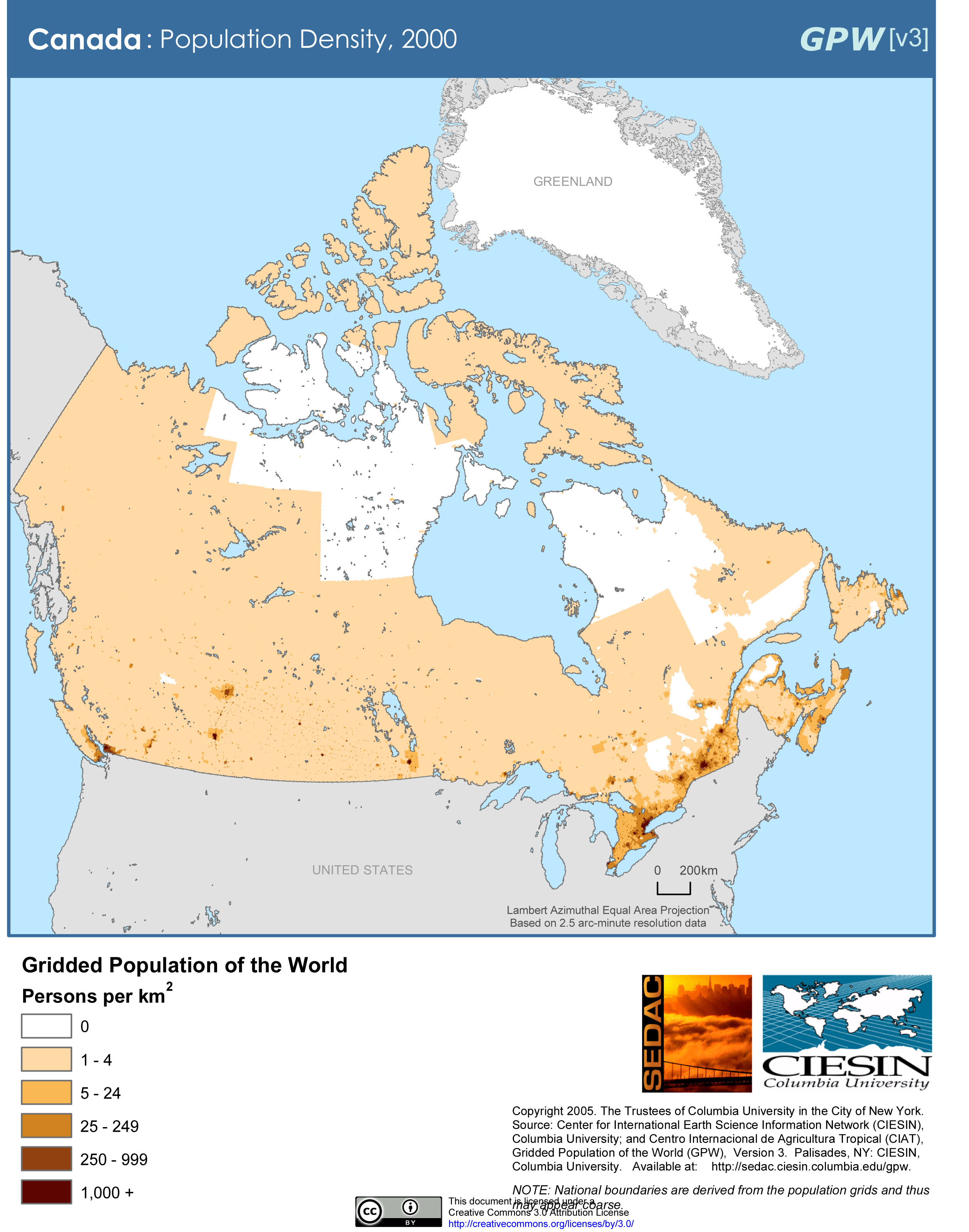
Bevölkerungsdichte Kanadas

Kanada hat eine sehr unregelmäßige Bevölkerungsverteilung. Die große Mehrheit der Bevölkerung von Kanada lebt im Süden des Landes an den Großen Seen und der Grenze zu den Vereinigten Staaten. Der überwiegende Teil des Landes ist nur dünn besiedelt, und mehr als die Hälfte der Kanadier lebt in nur zwei Provinzen: Ontario und Quebec. Obwohl die Bevölkerungsdichte Kanadas gering ist, weisen viele Regionen im Süden, wie z. B. der Québec-Windsor-Korridor, eine höhere Bevölkerungsdichte auf als mehrere europäische Länder. In diesem vergleichsweise kleinen Korridor lebt mehr als die Hälfte der Bevölkerung des Landes. Die größten Bevölkerungszentren Kanadas sind Toronto, Montreal, Vancouver, Calgary, Edmonton und Ottawa, wobei diese sechs Metropolregionen die sind, in denen mehr als eine Million Menschen leben. Die Urbanisierungsrate ist sehr hoch und lag 2019 bei ca. 81 Prozent. In der Metropolregion von Toronto lebten 2020 ca. 6,6 Millionen Menschen und sie enthält damit über 15 Prozent der Bevölkerung. Die riesigen Territorien im Norden Kanadas haben dagegen nur einen verschwindend geringen Anteil an der Gesamtbevölkerung.
| Provinz oder Territorium | Hauptstadt    | Einwohnerzahl | Einwohnerzahl |
| Provinz oder Territorium | Hauptstadt    | (2016)        | (2021)        |
| ------------------------ | ------------- | ------------- | ------------- |
| Alberta                  | Edmonton      | 4.067.175     | 4.262.635     |
| British Columbia         | Victoria      | 4.648.055     | 5.000.879     |
| Manitoba                 | Winnipeg      | 1.318.128     | 1.342.153     |
| Neufundland und Labrador | St. John’s    | 519.716       | 510.550       |
| New Brunswick            | Fredericton   | 747.101       | 775.610       |
| Nordwest-Territorien     | Yellowknife   | 41.786        | 41.070        |
| Nova Scotia              | Halifax       | 923.598       | 969.383       |
| Nunavut                  | Iqaluit       | 35.944        | 36.858        |
| Ontario                  | Toronto       | 13.448.494    | 14.223.942    |
| Prince Edward Island     | Charlottetown | 148.649       | 154.331       |
| Québec                   | Québec        | 8.164.361     | 8.501.833     |
| Saskatchewan             | Regina        | 1.098.352     | 1.132.505     |
| Yukon                    | Whitehorse    | 35.874        | 40.232        |

## Religion

Anteil der Christen in Kanada (2021)

Anteil der Religionslosen in Kanada (2011)

In Kanada herrscht heute eine große religiöse Vielfalt und nahezu alle größeren Religionen sind im modernen Kanada vertreten. Vor der europäischen Kolonisierung waren die Religionen der Ureinwohner weitgehend animistisch oder schamanistisch geprägt, einschließlich Verehrung von Geistern und der Natur. Die französische Kolonisierung ab dem 16. Jahrhundert führte zu einer römisch-katholischen frankophonen Bevölkerung in Neufrankreich. Die britische Kolonisation brachte Wellen von Anglikanern und anderen Protestanten nach Oberkanada (heute Ontario). Das Russische Reich verbreitete den östlich orthodoxen Glauben in geringem Umfang bei den indigenen Stämmen im hohen Norden und an der Westküste. Das Christentum ist heute die größte Religion in Kanada. Auch das Judentum hat in Kanada eine lange Geschichte. Mit der steigernden Einwanderung ab dem 20. Jahrhundert aus Asien kamen Religionen wie der Buddhismus, Hinduismus, Sikhismus und der Islam in Kanada an und haben eine zunehmend starke Verbreitung. Das stärkste Wachstum wies dabei der Islam auf, und der Anteil der Muslime hat sich zwischen 1991 und 2011 mehr als verdreifacht. Einige indigene Volksreligionen bestehen noch, ihre Anhänger machen jedoch weniger als einen Prozent der Bevölkerung aus.
Kanada hat heute keine offizielle Kirche, und die kanadische Regierung bekennt sich offiziell zum religiösen Pluralismus. In Kanada herrscht eine von der Verfassung geschützte Religionsfreiheit. Kanada kann als stark säkularisierte Gesellschaft bezeichnet werden, und der Anteil der Personen, welche sich zu keiner Religion bekennt, steigt an. Der Anteil an Christen ist höher im Osten Kanadas als im Westen, wo die Säkularisierung weiter vorgeschritten ist und der Anteil religiöser Minderheiten höher ist. In einer Umfrage des Pew Research Center von 2018 gaben 27 % der Bevölkerung an, dass Religion in ihrem Leben eine wichtige Rolle spielt. In den benachbarten Vereinigten Staaten war der Anteil mit ca. 53 % knapp doppelt so hoch.
|                           | 1991       | 1991   | 2001       | 2001   | 2011         | 2011   | 2021       | 2021 |
| Anzahl                    | %          | Anzahl | %          | Anzahl | %            | Anzahl | %          |      |
| Gesamt                    | 26.944.040 |        | 29.639.035 |        | 32.852.320   |        | 36.328.480 |      |
| Christen                  | 22.503.360 | 83     | 22.851.825 | 77     | 22.102.700   | 67,3   | 19.373.330 | 53,3 |
| – Katholiken              | 12.203.625 | 45,3   | 12.793.125 | 43,2   | 12.810.705   | 39,0   | 10.799.070 | 29,9 |
| – Protestanten            | 9.427.675  | 35,0   | 8.654.845  | 29,2   | c. 7.910.000 | 24,1   | 4.456.925  | 12,3 |
| – United Church of Canada | 3.093.120  | 11,5   | 2.839.125  | 9,6    | 2.007.610    | 6,1    | 1.214.185  | 3,3  |
| – Anglikaner              | 2.188.110  | 8,1    | 2.035.495  | 6,9    | 1.631.845    | 5,0    | 1.134.310  | 3,1  |
| – Baptisten               | 663.360    | 2,5    | 729.470    | 2,5    | 635.840      | 1,9    | 436.940    | 1,2  |
| – Lutheraner              | 636.205    | 2,4    | 606.590    | 2,0    | 478.185      | 1,5    | 328.045    | 0,9  |
| – Presbyterianer          | 636.295    | 2,4    | 409.830    | 1,4    | 472.385      | 1,4    | 301.400    | 0,8  |
| – Sonstige Protestanten   | 628.945    | 2,3    | 549.205    | 1,9    | c. 2.000.000 | c. 6   | 1.042.045  | 2,9  |
| – Orthodoxe               | 387.395    | 1,4    | 495.245    | 1,7    | 550.690      | 1,7    | 623.005    | 1,7  |
| – Sonstige Christen       | 353.040    | 1,3    | 780.450    | 2,6    | c. 960.000   | c. 3   | 3.333.170  | 9,2  |
| Keine Religion            | 3.397.000  | 12,6   | 4.900.095  | 16,5   | 7.850.605    | 23,9   | 12.577.475 | 34,6 |
| Andere                    | 1.093.690  | 4,1    | 1.887.115  | 6,4    | 2.768.135    | 8,1    | 4.377.675  | 12,1 |
| – Muslime                 | 253.265    | 0,9    | 579.645    | 2,0    | 1.053.945    | 3,2    | 1.775.715  | 4,9  |
| – Hindus                  | 157.010    | 0,6    | 297.200    | 1,0    | 497.960      | 1,5    | 828.195    | 2,3  |
| – Sikhs                   | 147.440    | 0,5    | 278.415    | 0,9    | 454.965      | 1,4    | 771.790    | 2,1  |
| – Buddhisten              | 163.415    | 0,6    | 300.345    | 1,0    | 366.830      | 1,1    | 356.975    | 1,0  |
| – Juden                   | 318.185    | 1,2    | 329.990    | 1,1    | 329.495      | 1,0    | 335.295    | 0,9  |
| – Indigene Religion       | k.A        | k. A.  | 29,820     | 0,1    | 64.940       | 0,2    | 80.690     | 0,2  |
| – Sonstige Religion       | k.A        | k.A    | k.A        | k.A    | k.A          | k.A    | 130.835    | 0,4  |

## Sprache

Sprachen in Kanada (weiße Flächen sind kaum bewohnt)
Englisch
Zweisprachig
Französisch

Die Kanadier sprechen eine Vielzahl von Sprachen, wobei Englisch und Französisch (die offiziellen Sprachen) die Muttersprachen von etwa 58 % bzw. 21 % der Kanadier sind. Das kanadische Englisch und das Quebecer Französisch stellen eigene Dialekte dar, welche einige sprachliche Unterschiede zum Standardenglisch und Standardfranzösisch aufweisen. Waren eine Vielzahl indigener Sprachen, Französisch und Englisch die frühen Sprachen des Landes, so stieg die sprachliche Vielfalt durch Einwanderung im 20. und 21. Jahrhundert noch weiter an. Bei der Volkszählung 2016 gaben etwas mehr als 7,3 Millionen Kanadier eine nicht offiziell anerkannte Sprache als ihre Muttersprache an. Zu den häufigsten nicht offiziellen Erstsprachen gehören Chinesisch (1.227.680 Erstsprachler), Panjabi (501.680), Spanisch (458.850), Tagalog (431.385), Arabisch (419.895), Deutsch (384.040) und Italienisch (375.645). Weniger als ein Prozent der Kanadier (etwas mehr als 250.000 Personen) spricht eine indigene Sprache. Etwa die Hälfte dieser Zahl (129.865) gab an, täglich eine indigene Sprache zu verwenden. Auch Mehrsprachigkeit ist in Kanada, insbesondere unter Einwanderern, verbreitet.
Englisch und Französisch sind in der kanadischen Verfassung als Amtssprachen verankert. Alle Bundesgesetze werden daher in englischer und französischer Sprache erlassen, und die Regierungsdienste sind in beiden Sprachen verfügbar. Zwei der kanadischen Territorien räumen den indigenen Sprachen einen offiziellen Status ein. In Nunavut sind Inuktitut und Inuinnaqtun neben den Landessprachen Englisch und Französisch Amtssprachen, und Inuktitut ist eine gemeinsame Verkehrssprache in der Territorialregierung. In den Nordwest-Territorien sind 11 indigene Sprachen offiziell anerkannt. Es gibt in Kanada ein eigenes Amtssprachenkommissariat. Es hat die Sicherstellung der Gleichheit von Englisch und Französisch innerhalb der kanadischen Bundesverwaltung und in vom Gesetz betroffenen Behörden zum Ziel. Ferner fördert es den Erhalt und die Entwicklung der sprachlichen Gemeinschaften und die Sicherstellung der Gleichheit von Englisch und Französisch in der kanadischen Gesellschaft als Ganzes. Auch nimmt die Behörde Beschwerden entgegen, da die Nutzung von Sprachen gelegentlich zu Streitigkeiten und Konflikten führt.
| Provinz/Territorium      | Englischsprachig | Französischsprachig | Andere Sprache | Offizielle Sprache |
| ------------------------ | ---------------- | ------------------- | -------------- | --- |
| Ontario                  | 69,52 %          | 4,27 %              | 29,04 %        | Englisch |
| Quebec                   | 8,91 %           | 79,06 %             | 14,54 %        | Französisch |
| British Columbia         | 71,14 %          | 1,56 %              | 29,59 %        | Englisch (de facto) |
| Alberta                  | 76,51 %          | 2,15 %              | 23,66 %        | Englisch |
| Manitoba                 | 73,83 %          | 3,65 %              | 25,06 %        | Englisch |
| Saskatchewan             | 84,09 %          | 1,64 %              | 16,01 %        | Englisch |
| Nova Scotia              | 91,86 %          | 3,66 %              | 5,39 %         | Englisch (de facto) |
| New Brunswick            | 65,42 %          | 32,44 %             | 3,42 %         | Englisch, Französisch |
| Neufundland und Labrador | 97,22 %          | 0,59 %              | 2,53 %         | Englisch (de facto) |
| Prince Edward Island     | 91,46 %          | 3,83 %              | 5,44 %         | Englisch (de facto) |
| Northwest Territories    | 78,65 %          | 3,30 %              | 20,05 %        | Chipewyan, Cree, Englisch, Französisch, Gwich’in, Inuinnaqtun, Inuktitut, Inuvialuktun, North Slavey, South Slavey, Tłįchǫ |
| Yukon                    | 83,72 %          | 5,10 %              | 13,12 %        | Englisch, Französisch |
| Nunavut                  | 32,90 %          | 1,79 %              | 67,38 %        | Inuit (Inuktitut, Inuinnaqtun), Englisch, Französisch                                                                      |
| Kanada                   | 58,08 %          | 21,43 %             | 22,94 %        | Englisch, Französisch |

Quelle: Statistics Canada, Mother tongue by age (Total), 2016 

## Bildung

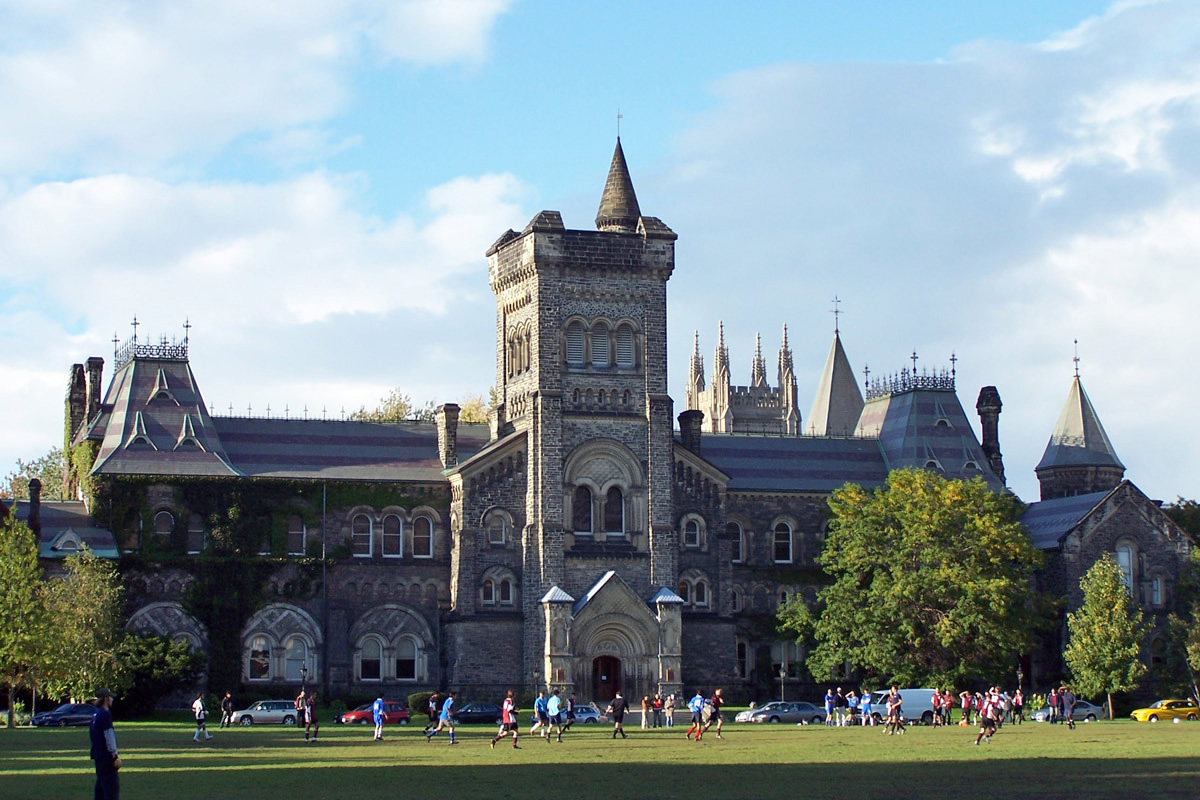
University of Toronto

Das Bildungswesen in Kanada wird größtenteils von der öffentlichen Hand bereitgestellt und von der Bundesregierung, den Provinzen und den Kommunen finanziert und überwacht. 2011 gab Kanada 5,2 Prozent seiner Wirtschaftsleistung für Bildung aus. Das Bildungswesen fällt in den Zuständigkeitsbereich der Provinzen, und die Lehrpläne werden von den Provinzen überwacht. Es gibt damit kein einheitliches nationales Bildungssystem. Das Bildungswesen in Kanada gliedert sich im Allgemeinen in die Primarstufe, gefolgt von der Sekundarstufe und der postsekundären Stufe. Auch Heimunterricht ist in Kanada erlaubt. In den meisten Orten Kanadas wird Bildung sowohl in englischer als auch in französischer Sprache angeboten. Kanada verfügt über eine große Anzahl von Universitäten, die fast alle öffentlich finanziert werden. Die größte Universität in Kanada ist die University of Toronto und die älteste Institution ist die 1663 gegründete Universität Laval. Mehrere kanadische Universitäten befinden sich laut dem Shanghai-Ranking unter den besten Hochschulen der Welt, darunter die University of Toronto, die McGill University, die University of British Columbia und die McMaster University. Die hohe Qualität der Hochschulen führt zu Bildungsmigration und einer hohen Anzahl an ausländischen Studenten an kanadischen Universitäten. Im Jahre 2020 studierten an kanadischen Hochschulen 530.540 internationale Studenten. Die häufigsten Herkunftsländer von ausländischen Studenten waren Indien (34 %) und die Volksrepublik China (22 %). Viele ausländische Studenten bleiben nach ihrem Abschluss als Fachkräfte im Land.
Einem Bericht der OECD aus dem Jahr 2019 zufolge ist Kanada eines der am höchsten gebildeten Länder der Welt. Das Land steht weltweit an erster Stelle, was die Zahl der Erwachsenen mit Hochschulbildung angeht, wobei über 56 Prozent der kanadischen Erwachsenen mindestens einen College- oder Universitätsabschluss erworben haben. Auch im internationalen Schülervergleich PISA erreicht Kanada überdurchschnittliche Werte. Im PISA-Ranking von 2018 erreichen Kanadas Schüler Platz 12 von 79 Ländern in Mathematik, Platz 9 in Naturwissenschaften und den Platz 6 beim Leseverständnis. In Kanada erreichen zudem die Kinder von Migranten gute Werte.

## Gesundheit
Die Mehrheit der Gesundheitsdienstleistungen wird durch die provinzialen und territorialen Systeme der öffentlich finanzierten Gesundheitsversorgung, informell Medicare genannt, auf der Grundlage des Canada Health Act von 1984 erbracht. Wie in den meisten Industrieländern ist eine Krankenversicherung in Kanada allgemein verpflichtend. Das kanadische öffentliche Gesundheitssystem Medicare deckt etwa 70 % der Gesundheitsversorgung der Kanadier ab, die restlichen 30 % werden vom privaten Sektor getragen. Insgesamt machten Ausgaben für Gesundheit 2019 knapp 11 Prozent der Wirtschaftsleistung aus oder knapp 7000 Dollar pro Kopf. Aufgrund der Alterung der Bevölkerung stiegen sie um knapp 4 Prozent gegenüber dem Vorjahr an. Die Ausgaben pro Kopf und als Anteil der Wirtschaftsleistung gehören damit zu den höchsten der Welt. Als Schwachpunkte des kanadischen Systems wurden die vergleichsweise höhere Kindersterblichkeit, die Häufigkeit chronischer Erkrankungen, lange Wartezeiten, die schlechte Verfügbarkeit von Behandlungen nach der Sprechstunde sowie der Mangel an verschreibungspflichtigen Medikamenten und zahnärztlicher Versorgung genannt. Im Vergleich mit den benachbarten und oft verglichenen Vereinigten Staaten schneidet es aber häufig positiv ab. In einer Umfrage von Statistics Canada aus dem Jahr 2020 gaben 69 % der Kanadier selbst an, dass sie eine ausgezeichnete oder sehr gute körperliche Gesundheit haben – eine Verbesserung gegenüber 60 % im Jahr 2018. Mit einer Lebenserwartung von 82 Jahren (Frauen: 84,2 Jahre / Männer: 80 Jahre) genossen die Einwohner Kanadas die höchste Lebenserwartung unter allen Staaten der Westlichen Hemisphäre und eine der höchsten Lebenserwartungen der Welt. Die Lebenserwartung der Kanadier war damit knapp drei Jahre länger als die der US-Amerikaner. Die Kindersterblichkeit lag im Jahre 2018 bei 0,5 % und war insbesondere unter der indigenen Bevölkerung erhöht. Ein ernstes Gesundheitsproblem ist die hohe Rate an Übergewicht. 2018 waren 26,8 % der Bevölkerung adipös und insgesamt leiden über 60 % der Bevölkerung an Übergewicht.

### Entwicklung der Lebenserwartung
1831–1941
| Jahr                      | 1831 | 1841 | 1851 | 1861 | 1871 | 1881 | 1891 | 1901 | 1911 | 1921 | 1931 | 1941 |
| Lebenserwartung in Kanada | 39,0 | 40,3 | 41,0 | 41,6 | 42,6 | 44,7 | 45,2 | 48,6 | 52,5 | 57,0 | 60,3 | 63,7 |

1950–2015
| Periode   | Lebenserwartung in Jahren | Periode   | Lebenserwartung in Jahren |
| --------- | ------------------------- | --------- | ------------------------- |
| 1950–1955 | 69,1                      | 1985–1990 | 76,8                      |
| 1955–1960 | 70,3                      | 1990–1995 | 77,8                      |
| 1960–1965 | 71,3                      | 1995–2000 | 78,6                      |
| 1965–1970 | 72,2                      | 2000–2005 | 79,7                      |
| 1970–1975 | 73,0                      | 2005–2010 | 80,8                      |
| 1975–1980 | 74,3                      | 2010–2015 | 81,8                      |
| 1980–1985 | 75,9                      |           |                           |

Quelle: UN World Population Prospects